# Roberto Cifuentes Parada
Roberto Cifuentes Parada (Santiago del Cile, 21 dicembre 1957) è uno scacchista cileno.
Ottenne il titolo di Grande Maestro nel 1991. Nei primi anni 2000 si trasferì in Spagna e da allora gioca per la Federazione scacchistica spagnola in tutte le competizioni.

## Principali risultati
Vinse il campionato cileno cinque volte consecutive dal 1982 al 1986.
Partecipò a otto edizioni delle olimpiadi degli scacchi, dal 1978 al 1990 con il Cile, nel 2004 con la Spagna, realizzando 41,5 punti su 73 partite (56,8%).
Rappresentò il Cile in due campionati panamericani a squadre: nel 1985 a Villa Gesell vinse l'argento di squadra e il bronzo individuale, nel 1987 a Junín vinse il bronzo di squadra e l'oro individuale.
Nel 1986 vinse il torneo di Asunción; nel 1987 fu secondo dietro a Mikhail Tal nel torneo di Río Hondo; nel 1995 fu terzo nel Capablanca Memorial di Matanzas, vinto da Tony Miles; nel 2001 fu =1°-4° nel torneo di Malaga (vinse Zenon Franco per spareggio tecnico).
Ottenne il suo massimo rating FIDE in luglio 2004, con 2543 punti Elo.